# T-40
T-40 var en amfibisk spaningsstridsvagn som användes av Sovjetunionen under andra världskriget. Röda armén fäste stor vikt vid stridsvagnar med amfibiekapacitet, vilket framgår av att fler än 1500 amfibiestridsvagnar producerades under 1930-talet. T-40 var tänkt att ersätta de föråldrade lätta amfibiestridsvagnarna T-37 och T-38. Designen var mycket framgångsrik, men efter krigsutbrottet valde man att i första hand framställa enklare modeller, vilket innebar att bara ett fåtal T-40 byggdes.

## Förändringar sedan tidigare versioner
T-40 var överlägsen föregångarna T-37 och T-38 på många sätt. Spiralfjädringen från T-38 ersattes med en modern torsionsstavupphängning med fyra par väghjul. Det vattentäta båtformade skrovet var helsvetsat, till skillnad från de nitade skrov som T-37 och T-38 använde. Det svetsade, koniska tornet gav bättre skydd, även om bepansringen fortfarande var mycket tunn. Beväpningen var en 12,7 mm DSjK-kulspruta, en klar förbättring jämfört med T-38:ans 7,62 mm DT-kulspruta.
I vatten drevs stridsvagnen av en propeller i aktern. Propellern satt i en försänkning i chassit, och var därmed bättre skyddad än propellern på T-38. Vagnens flytkraft kom från det stora skrovet.

## Produktionsstart
T-40 togs i produktion strax innan krigsutbrottet och var tänkt att levereras till spaningsförband. När behovet av stridsvagnar i stora antal ökade konstruerades en bättre bepansrad variant som kallades T-40A. Den ökade tyngden gjorde att vagnen inte längre var amfibisk. Modellen utvecklades senare till T-60, som var enklare, billigare, bättre bepansrad än föregångaren, trots att den nya varianten kunde utföra i princip samma uppgifter. När kriget utvecklade sig avbröts produktionen av T-40, till förmån för T-60. Totalt producerades 222 T-40, jämfört med över 6000 T-60.
Den sista produktionsserien T-40 var utrustade med raketartillerisystemet BM-8-24 (Stalinorgel) i stället för kanontorn. Denna version användes som mobil avfyrningsramp för 24 rälsmonterade 82 mm raketer.